# Gymnothorax reevesii
Gymnothorax reevesii es una especie de pez de la familia de los morénidas en el orden de los Anguilliformes.

## Morfología
Los machos pueden llegar a alcanzar los 60 cm de longitud total.

## Distribución geográfica
Se encuentra desde las Islas Ryukyu hasta el Mar de la China Meridional.